# Diecezja Pagadian
Diecezja Pagadian – diecezja rzymskokatolicka na Filipinach. Powstała w 1971 z terenu archidiecezji Zamboanga.

## Lista biskupów
- Jesus B. Tuquib (1973–1984)
- Antonio Realubin Tobias (1984–1993)
- Zacharias Cenita Jimenez (1994–2003)
- Emmanuel Cabajar, c.Ss.R (2004–2018)
- Ronald Lunas (2018–2024)
- Ronald Timoner (2025–)